# Denia Caballero
Denia Caballero Ponce (Caibarién, 13 de enero de 1990) es una atleta cubana de lanzamiento de disco. En su carrera deportiva ostenta un campeonato mundial de la especialidad, un título panamericano, y una medalla de bronce en Juegos Olímpicos.

## Trayectoria
Inició en la práctica del atletismo en la Escuela de Iniciación Deportiva ubicada en la Provincia de Villa Clara, en las especialidades de salto de longitud y pruebas combinadas. Sin embargo, su escaso éxito en dichas especialidades provocó que la obligaran a lanzar piedras como penalidad. La sanción fue provechosa al fin y al cabo, ya que la encaminó en la especialidad del lanzamiento de disco.
Su prometedor futuro ya se revelaba en el 2011 con 21 años de edad. En el campeonato de atletismo centroamericano y del Caribe de Mayagüez, se colgó la medalla de oro con un tiro de 62,06 m; esto precedió a los Juegos Panamericanos del 2011 donde logró subir al podio con el tercer puesto y marca de 58,63 m. Además se estrenó en el campeonato mundial en el que se ubicó en la novena posición de la ronda final con un registro de 60,73 m. 
En el 2012 tuvo su primera experiencia en Juegos Olímpicos, pero no pasó de la ronda clasificatoria. Pese a todo, consiguió esa temporada la sexta mejor marca del año con 65,60 m. En el 2013, en su segundo campeonato mundial realizado en Moscú, alcanzó el octavo puesto (62,80 m). En el 2014 Caballero se adjudicó su segundo título regional en los Juegos Centroamericanos y del Caribe de Veracruz donde alcanzó el oro con nueva marca de la competición de 64,47 m, habiendo sido escoltada por su compatriota Yaimé Pérez. Además participó en dos reuniones de la Liga de Diamante.
Fue el año 2015 en el que el nombre de la atleta cubana ingresó a los titulares del atletismo mundial. El primer aviso lo dio el 26 de mayo en La Habana durante el Memorial Barrientos cuando alcanzó los 69,51 m, lo que la ubicó como la segunda mejor marca del año hasta ese día, por detrás de la estelar atleta Sandra Perković. Al respecto señaló: «Lancé el disco plano, se montó en un cajón de aire y el disco voló y voló...He ganado en peso corporal y en velocidad. También he mejorado la técnica, pero aún me falta perfeccionarla».
La buena racha continuó en la reunión de Bilbao del 20 de junio con un lanzamiento de 70,65 m que se mantendría como la mejor marca de toda la temporada. De esta forma la caribeña desafió el dominio de la croata Sandra Perković, la campeona olímpica y mundial. 
Con estas marcas en su haber enfrentó los dos grandes retos que tenía en el resto del año. Primero fueron los Juegos Panamericanos de Toronto en el mes de julio donde se adjudicó la medalla dorada con un lanzamiento de 65,39 m, habiendo sido nuevamente Yaimé Pérez quien se ubicó segunda. Con este título a su favor se presentó a su tercer campeonato mundial. 
En Pekín, donde se desarrolló el evento, Perković era la favorita dada la superioridad que había demostrado en los tres años anteriores. Sin embargo, el progreso de Caballero y la presencia de Yaimé Pérez —quien había superado tanto a Perković como a Caballero en julio en Lausana, la única vez en el año que la croata no había ostentado el primer lugar— amenazaban su corona obtenida en el 2013.
Ya en la competencia, Caballero llegó a la final con la mejor marca en ronda preliminar (65,15 m). En la disputa por las medallas, la cubana sorprendió en su primer turno con un lanzamiento de 69,28 m el cual ninguna de las otras atletas pudo amenazar hasta la última ronda cuando Perković logró 67,39 m que la ubicó en el segundo puesto. De esta manera, Caballero ganó por primera vez para Cuba un título mundial en la especialidad, siendo el único antecedente Yarelis Barrios quien se había colgado la medalla de plata en dos oportunidades.
El 2016 realizó tres presentaciones en la Liga de Diamante en la que fue tercera tanto en Shanghái (66,14 m), Oslo (62,65 m) y Estocolmo (63,85 m) antes de su segunda presentación en Juegos Olímpicos, los cuales tuvieron lugar en Río de Janeiro. En dicho evento también se hizo del tercer puesto con un lanzamiento de 64,64 m para obtener la medalla de bronce, mientras que Perković (69,21 m), dominadora de la prueba en todo el año, fue la ganadora del oro y Mélina Robert-Michon del bronce (66,73 m). Terminó su participación en la Liga de Diamante en Zúrich donde fue nuevamente tercera con un registro de 62,80 m.
En el 2017, como preparación a su cuarto campeonato del mundo, se presentó a tres reuniones clasificatorias de la Liga de Diamante en las que su mejor resultado fue un segundo puesto en Birmingham con un registro de 65,24 m. Para la cita mundial realizada en Londres, con el desafío de defender su título absoluto logrado dos años atrás, fue quinta en la disputa por las medallas con un tiro de 64,37 m en una competencia ganada por Perković quien nuevamente dominó la temporada de principio a fin. Posteriormente, en la final de la Liga de Diamante de Bruselas alcanzó el tercer puesto con un tiro de 64,21 m. 
El 2018 se presentó a las cuatro reuniones clasificatorias de la Liga de Diamante y en todas ellas ocupó el tercer puesto. Mientras que en la final de Bruselas fue octava con una marca de 56,37 m. El 31 de julio se adjudicó la medalla de plata de los Juegos Centroamericanos y del Caribe de Barranquilla con un registro de 65,10 m. 
En mayo de 2019, Caballero inició su participación en la Liga de Diamante con un triunfo en Estocolmo con un tiro de 65,10 m, mientras que en Rabat fue segunda con 65,94 m tras su compatriota Yaimé Pérez (segunda en Estocolmo). Para el mes de agosto compitió en los Juegos Panamericanos de Lima para defender su título del 2015, pero acabó en la cuarta posición con un registro de 60,46 m. En Birmingham, de retorno a la Liga de Diamante, fue nuevamente segunda tras Pérez (campeona panamericana) con 64,59 m, aunque primera en París con 66,01 m. Para la final de la liga en Bruselas terminó en la cuarta posición (63,53 m). El último desafío del año era su quinta participación en el mundial de atletismo, a celebrarse en Doha, donde partía como la más seria contendiente de su compatriota Pérez, quien hizo efectivo su favoritismo al alzarse con la medalla de oro (69,17 m), mientras que Caballero se colgó la medalla de plata (68,44 m). Desde 1987 no sucedía que dos atletas de la misma nacionalidad se ubicaran en las primeras dos posiciones en la prueba. De hecho, ambas lograron ocho de las diez mejores marcas de todo el año.

## Marcas personales
| Prueba      | Marca   | Lugar        | Fecha      |
| ----------- | ------- | ------------ | ---------- |
| L. de disco | 70,65 m | Bilbao (ESP) | 20/06/2015 |